# Anagyrus subalbipes
Anagyrus subalbipes är en stekelart som beskrevs av Ishii 1928. Anagyrus subalbipes ingår i släktet Anagyrus och familjen sköldlussteklar. Inga underarter finns listade i Catalogue of Life.